# Danh sách di sản văn hóa Tây Ban Nha được quan tâm ở Muro, Baleares
Danh sách di sản văn hóa Tây Ban Nha được quan tâm ở Muro, Baleares.
| Tên                                                      | Dạng                       | Địa điểm | Tọa độ                                        | Số hồ sơ tham khảo? | Ngày nhận danh hiệu? | Hình ảnh                                       |
| -------------------------------------------------------- | -------------------------- | -------- | --------------------------------------------- | ------------------- | -------------------- | ---------------------------------------------- |
| Quần thể tiền sử Alacantí Vell (Sementer Baix)           | Di tích Khảo cổ học        | Muro     | 39°44′47″B 3°06′32″Đ / 39,74646°B 3,108865°Đ  | RI-51-0002454       | 10-09-1966           | Upload image                                   |
| Hang Es Fiters                                           | Di tích                    | Muro     | 39°45′13″B 3°04′04″Đ / 39,753699°B 3,067775°Đ | RI-51-0002457       | 10-09-1966           | Upload image                                   |
| Nhà thờ và Convento Santa Ana (Antiguo Convento Mínimos) | Di tích Kiến trúc tôn giáo | Muro     | 39°44′03″B 3°03′12″Đ / 39,734242°B 3,05334°Đ  | RI-51-0011250       | 14-11-2005           | Iglesia y Convento de Santa Ana · Upload image |
| Sector Antiguo Villa Muro                                | Khu phức hợp lịch sử       | Muro     | 39°44′08″B 3°03′31″Đ / 39,735476°B 3,058491°Đ | RI-53-0000182       | 20-12-1974           | Upload image                                   |
| Quần thể Tiền sử Son Serra                               | Di tích                    | Muro     |                                               | RI-51-0002472       | 10-09-1966           | Upload image                                   |
| Quần thể Sitjots Alacantí Vell (Darrera Ses Cases)       | Di tích                    | Muro     |                                               | RI-51-0002453       | 10-09-1966           | Upload image                                   |
| Cruz Dels Jueus                                          | Di tích                    | Muro     |                                               | RI-51-0010336       | 25-09-1998           | Upload image                                   |
| Cruz Des Camí D S'estret                                 | Di tích                    | Muro     |                                               | RI-51-0010332       | 25-09-1998           | Upload image                                   |
| Cruz L`auba hay Cruz Carrer Sant Joan                    | Di tích                    | Muro     |                                               | RI-51-0010335       | 25-09-1998           | Upload image                                   |
| Cruz S'estaciò                                           | Di tích                    | Muro     |                                               | RI-51-0010331       | 25-09-1998           | Upload image                                   |
| Cruz Son Morell, hay Creo Des Complat                    | Di tích                    | Muro     |                                               | RI-51-0010333       | 25-09-1998           | Upload image                                   |
| Cruz Camì Morell                                         | Di tích                    | Muro     |                                               | RI-51-0010334       | 25-09-1998           | Upload image                                   |
| Cruz Camí A Sa Pobla                                     | Di tích                    | Muro     |                                               | RI-51-0010329       | 25-09-1998           | Upload image                                   |
| Cruz Carrer Major (Muro)                                 | Di tích                    | Muro     |                                               | RI-51-0010330       | 25-09-1998           | Upload image                                   |
| Hang Ca N'olIVer (Es Castellots)                         | Di tích                    | Muro     |                                               | RI-51-0002455       | 10-09-1966           | Upload image                                   |
| Hang Son Blai                                            | Di tích                    | Muro     |                                               | RI-51-0002459       | 10-09-1966           | Upload image                                   |
| Hang Son Parera Vell (Es Penyal)                         | Di tích                    | Muro     |                                               | RI-51-0002463       | 10-09-1966           | Upload image                                   |
| Hang Son Sant Martí (Can Punxa)                          | Di tích                    | Muro     |                                               | RI-51-0002468       | 10-09-1966           | Upload image                                   |
| Hang Son Sant Martí (Can Verdal)                         | Di tích                    | Muro     |                                               | RI-51-0002469       | 10-09-1966           | Upload image                                   |
| Hang Son Sant Martí (Es Velar)                           | Di tích                    | Muro     |                                               | RI-51-0002471       | 10-09-1966           | Upload image                                   |
| Hang Son Sant Martí (Sa Pleta)                           | Di tích                    | Muro     |                                               | RI-51-0002470       | 10-09-1966           | Upload image                                   |
| Grupo Enterramiento Son Parera Vell (Sa Vinyeta)         | Di tích                    | Muro     |                                               | RI-51-0002465       | 10-09-1966           | Upload image                                   |
| Habitación Prehistórica So N'alba                        | Di tích                    | Muro     |                                               | RI-51-0002458       | 10-09-1966           | Upload image                                   |
| Khu dân cư Amurallado Son Parera Vell                    | Di tích                    | Muro     |                                               | RI-51-0002462       | 10-09-1966           | Upload image                                   |
| Khu dân cư Amurallado Son Sant Joan                      | Di tích                    | Muro     |                                               | RI-51-0002467       | 10-09-1966           | Upload image                                   |
| Tàn tích Tiền sử Alacantí (Can Monjo)                    | Di tích                    | Muro     |                                               | RI-51-0002452       | 10-09-1966           | Upload image                                   |
| Tàn tích Tiền sử Es Muà                                  | Di tích                    | Muro     |                                               | RI-51-0002456       | 10-09-1966           | Upload image                                   |
| Tàn tích Tiền sử Tanca                                   | Di tích                    | Muro     |                                               | RI-51-0002474       | 10-09-1966           | Upload image                                   |
| Tàn tích Tiền sử Vinromà (Ses Pedreres)                  | Di tích                    | Muro     |                                               | RI-51-0002475       | 10-09-1966           | Upload image                                   |
| Talayote Sa Talaia Blanca                                | Di tích                    | Muro     |                                               | RI-51-0002473       | 10-09-1966           | Upload image                                   |
| Talayote Son Morei (Sa Font)                             | Di tích                    | Muro     |                                               | RI-51-0002460       | 10-09-1966           | Upload image                                   |
| Talayote Son Parera (Can Cotxer)                         | Di tích                    | Muro     |                                               | RI-51-0002461       | 10-09-1966           | Upload image                                   |
| Talayote Son Pelet (Can Milec)                           | Di tích                    | Muro     |                                               | RI-51-0002466       | 10-09-1966           | Upload image                                   |
| Vía Antigua Son Parera Vell (Es Sementer)                | Di tích                    | Muro     |                                               | RI-51-0002464       | 10-09-1966           | Upload image                                   |

## Bài viết liên quan
Danh sách di sản văn hóa Tây Ban Nha được quan tâm ở Sa Pobla
Danh sách di sản văn hóa Tây Ban Nha được quan tâm ở Llucmajor
Danh sách di sản văn hóa Tây Ban Nha được quan tâm ở quần đảo Baleares